# Yusuke Chajima
Yusuke Chajima (茶島 雄介 Chajima Yūsuke?), född 20 juli 1991 i Hiroshima prefektur, är en japansk fotbollsspelare.
Chajima började sin karriär 2014 i Sanfrecce Hiroshima. Med Sanfrecce Hiroshima vann han japanska ligan 2015. 2018 blev han utlånad till JEF United Chiba. Han gick tillbaka till Sanfrecce Hiroshima 2020.